# Chênedollé
Chênedollé är en kommun i departementet Calvados i regionen Normandie i norra Frankrike. Kommunen ligger i kantonen Vassy som ligger i arrondissementet Vire. År 2018 hade Chênedollé 228 invånare.

## Befolkningsutveckling
Antalet invånare i kommunen Chênedollé
Referens: INSEE